# Gulli
«Gulli» («Гулли́»; фр. произн. [gy. li]) — французский детский телеканал. Был запущен в 2005 году. Во Франции доступен бесплатно в цифровом эфире.
Телеканал в России был запущен в ноябре 2005 года, дистрибьютором канала выступал Universal Distribution. Трансляции не дублировались на русский язык вплоть до 2009 года. 1 апреля 2009 года вместе с переводом началась и локализация канала. С 2016 года называется Gulli Girl.

## Аудитория
Gulli является непоколебимым лидером в сфере детского телевещания во Франции. По итогам 2015 года его доля дневной аудитории возраста от 4 до 10 лет составила 17,6 %. Причём резкий рост популярности был зарегистрирован с началом учебного года. Пик пришёлся на 14 сентября с 24,4 %, а в среднем за сентябрь доля аудитории была 19,6 %. Кроме того, за год набралось 250 миллионов просмотров видео на веб-сайте телеканала, где в рамках опции Gulli Replay доступна библиотека прошедших передач.
Также канал подходит для просмотра всей семьёй.
В 2017 году по результатам большого ежегодного голосования на сайте ShoppingFamille.fr, специализирующемся на анализе тенденций в семейном потреблении различных товаров и услуг, Gulli был избран лучшим (самым любимым) детско-подростковым телеканалом. В опросе приняло участие 4850 родителей. В 2018 году Gulli опять был избран самым любимым.
Доля аудитории в общем среди всех возрастов и в среднем за целые сутки достаточно стабильно держится на уровне 1,5—2 %. В ноябре 2018 года она составила 1,6 %.

## История
Телеканал Gulli начал эфирное вещание в цифровом формате в 18:00 18 ноября 2005 года.
Он был запущен в партнёрстве частной компанией Lagardère Active и государственной France Télévisions. Первая к тому времени со своим телевизионным каналом Canal J уже 20 лет как была активна в сфере вещания для детей, а вторая вкладывала большие средства в отдел детского вещания телеканала France 3.
В 2014 году Lagardère выкупила долю, принадлежавшую компании France Télévision, за 25 миллионов евро, став единоличным владельцем Gulli.
В апреле 2018 года стало известно, что Lagardère и сама решила расстаться с этим телеканалом и ищет для него покупателя. Причём это несмотря на то, что Gulli является одним из единичных рентабельных эфирных каналов во Франции и что он (по некоторым данным) приносит 10 миллионов евро прибыли в год при обороте (выручке) в 50 миллионов.
21 декабря 2018 года Gulli и Canal J были куплены медиахолдингом Groupe M6.

## Название
«Гулли» — это сокращение от «Гулливер» (фр. Gulliver), имени героя романов Джонатана Свифта, в которых судовой врач Лемюэль Гулливер попадает в разные страны.

## Вещание
В 2005 после того как блок Gulliver прекратил существование был запущен телеканал Gulli. Сам телеканал Gulli был добавлен на спутниковых платформ и избранных кабельных сетях. Но позже начал вещать в кабельном и спутниковом ТВ например CanalSat или Fransat и всех основных провайдеров IP-телевидения (Orange, Bouygues Telecom Bbox Miami, Free, SFR/Numericable).

## Финансирование
Телеканал финансируется за счёт показа на нём рекламы.

## Передачи
В сетке телеканала Gulli самый широкий спектр передач для детей и подростков: мульт- и телесериалы, документальные фильмы, тележурналы и т. д. В частности:
- «Новые приключения Человека-паука» — мультсериал;
- «Клуб Винкс» — мультсериал;
- «ЛолиРок» — французский мультсериал;
- «Монстры против пришельцев» — полнометражный анимационный фильм;
- «Могучие рейнджеры» — телесериал;
- Grand galop[фр.] — телесериал;
- C′est pas sorcier[фр.] — научно-познавательный тележурнал[5].

## Бывшие передачи
- «Intervilles International» (2014—2016)

При этом (по состоянию на 2014 год) 70 % эфира составляют мультфильмы, из которых 40 % французские.

## Премии
В октябре 2017 года телеканал объявил, что отказывается от демонстрации спектаклей с участием диких животных (в частности цирковых представлений). Таким образом канал выражал своё отношение к страданию животных в неволе. За это он был отмечен «Премией за уважительное отношение к животным» (фр. Prix de l’entreprise respectueuse des animaux) от французского отделения организации Люди за этичное обращение с животными (PETA France).

## Иноязычные и международные версии
У телеканала Gulli есть версии на русском и на арабском языке. По состоянию на июнь 2018 года его можно смотреть в 60 странах мира.

### Gulli Girl
Русская версия запущена в 2009 году. Она доступна в платных пакетах различных операторов России, Беларуси, Казахстана и других стран бывшего СССР. Количество подписчиков канала в СНГ превышает 7,5 миллионов.
До 2016 года телеканал назывался Gulli, в настоящее время он переименован в Gulli Girl («Гулли Гёрл») и позиционировался как канал для девочек от 4 до 14 лет. 
С сентября 2016 года телеканал Gulli изменил свою тематику и целевую аудиторию. Этот уникальный телеканал теперь называется Gulli Girl и ориентирован на девочек от 4 до 14 лет. В 2014 году на канале Gulli был запущен программный блок «Girl Power». Этот блок стал настолько успешным среди семейной аудитории, что время его эфира было увеличено, а позже было принято решение об изменении позиционирования всего канала. Он будет отлично вписываться в рынок российского детского телевидения, где на данный момент отсутствуют тематические телеканалы такого рода.Канал Gulli Girl на сайте «Спутниковый мир»
Дистрибьютор в России — Universal Distribution.

### Gulli Africa
Африканская версия запущена в 2015 году. Она вещает на французском языке и доступна в составе спутникового пакета  Canalsat Afrique в 22 странах Тропической Африки (к югу от Сахары).

### Gulli Bil Arabi
Арабская версия запущена в 2017 году и называется Gulli Bil Arabi. Она доступна в 18 странах Среднего Востока и Северной Африки.
Данная версия адаптирована к арабским обычаям / интересам арабских детей и к школьному расписанию арабских стран.

## Другие проекты
Под маркой Gulli во Франции также работают лыжная база для семейного отдыха и детские парки развлечений Gulli Park.
В 2014 году было запущено веб-радио Gulli с целевой аудиторией от 4 до 14 лет. В программе станции популярная музыка, в основном на французском языке. А с утра между 6 и 9 часами и вечером после 19 для самых маленьких передаются детские песенки-считалочки (фр. comptines).